# Handbal op de Middellandse Zeespelen
Handbal is een van de sporten die tijdens de Middellandse Zeespelen worden beoefend.

## Geschiedenis
Handbal voor mannen stond voor het eerst op het programma van de Middellandse Zeespelen in 1967, toen de Spelen in de Tunesische hoofdstad Tunis plaatsvonden. Vier jaar later werd er niet gehandbald, maar sedert 1975 staat handbal steeds op het programma van de Middellandse Zeespelen. In de eerste decennia domineerde Joegoslavië het handbaltoernooi. Het land wist de basketbalcompetitie liefst vijf keer op zes edities te winnen. Enkel in 1987 was een ander land aan het feest, zijnde Algerije. Ook na het uiteenvallen van Joegoslavië bleven de Balkanlanden het handbaltoernooi domineren: Kroatië won de titel reeds vier keer en in 2009 was Servië aan het feest. In 2013 won met Egypte voor het eerst sedert 1987 een niet-Europees land de handbalcompetitie bij de mannen.
Sinds 1979 strijden ook de vrouwen om de medailles in het handbal. Met uitzondering van 1983 staat handbal voor vrouwen sindsdien steeds op het programma van de Middellandse Zeespelen. Ook hier werden de eerste edities gedomineerd door de Balkanlanden, maar van de laatste zeven edities kon was Servië in 2013 het enige ex-Joegoslavische land dat de titel wist te bemachtigen.

## Onderdelen
| Onderdeel | 51 | 55 | 59 | 63 | 67 | 71 | 75 | 79 | 83 | 87 | 91 | 93 | 97 | 01 | 05 | 09 | 13 | 18 | 22 | Totaal |
| --------- | -- | -- | -- | -- | -- | -- | -- | -- | -- | -- | -- | -- | -- | -- | -- | -- | -- | -- | -- | ------ |
| Mannen    |    |    |    |    | •  |    | •  | •  | •  | •  | •  | •  | •  | •  | •  | •  | •  | •  | •  | 14     |
| Vrouwen   |    |    |    |    |    |    |    | •  |    | •  | •  | •  | •  | •  | •  | •  | •  | •  | •  | 11     |
| Totaal    | 0  | 0  | 0  | 0  | 1  | 0  | 1  | 2  | 1  | 2  | 2  | 2  | 2  | 2  | 2  | 2  | 2  | 2  | 2  | 25     |

## Medaillewinnaars

### Mannen
| Jaar | Goud        | Zilver    | Brons     |
| ---- | ----------- | --------- | --------- |
| 1967 | Joegoslavië | Spanje    | Tunesië   |
| 1975 | Joegoslavië | Spanje    | Algerije  |
| 1979 | Joegoslavië | Italië    | Tunesië   |
| 1983 | Joegoslavië | Algerije  | Spanje    |
| 1987 | Algerije    | Frankrijk | Spanje    |
| 1991 | Joegoslavië | Egypte    | Italië    |
| 1993 | Kroatië     | Frankrijk | Slovenië  |
| 1997 | Kroatië     | Italië    | Spanje    |
| 2001 | Kroatië     | Tunesië   | Frankrijk |
| 2005 | Spanje      | Kroatië   | Tunesië   |
| 2009 | Servië      | Frankrijk | Tunesië   |
| 2013 | Egypte      | Kroatië   | Turkije   |
| 2018 | Kroatië     | Tunesië   | Spanje    |
| 2022 | Spanje      | Egypte    | Servië    |

### Vrouwen
| Jaar | Goud        | Zilver               | Brons      |
| ---- | ----------- | -------------------- | ---------- |
| 1979 | Joegoslavië | Spanje               | Italië     |
| 1987 | Italië      | Frankrijk            | Spanje     |
| 1991 | Joegoslavië | Frankrijk            | Spanje     |
| 1993 | Kroatië     | Frankrijk            | Spanje     |
| 1997 | Frankrijk   | Kroatië              | Slovenië   |
| 2001 | Frankrijk   | Spanje               | Slovenië   |
| 2005 | Spanje      | Servië en Montenegro | Kroatië    |
| 2009 | Frankrijk   | Turkije              | Montenegro |
| 2013 | Servië      | Slovenië             | Kroatië    |
| 2018 | Spanje      | Montenegro           | Slovenië   |
| 2022 | Spanje      | Kroatië              | Servië     |

## Medaillespiegel
| Plaats | Land                 | Goud | Zilver | Brons | Totaal |
| 1      | Joegoslavië          | 7    | 0      | 0     | 7      |
| 2      | Spanje               | 5    | 4      | 7     | 16     |
| 3      | Kroatië              | 5    | 4      | 2     | 11     |
| 4      | Frankrijk            | 3    | 6      | 1     | 10     |
| 5      | Servië               | 2    | 0      | 2     | 4      |
| 6      | Italië               | 1    | 2      | 2     | 5      |
| 7      | Algerije             | 1    | 1      | 1     | 3      |
| 8      | Egypte               | 1    | 2      | 0     | 3      |
| 9      | Tunesië              | 0    | 2      | 4     | 6      |
| 10     | Slovenië             | 0    | 1      | 4     | 5      |
| 11     | Montenegro           | 0    | 1      | 1     | 2      |
| 11     | Turkije              | 0    | 1      | 1     | 2      |
| 13     | Servië en Montenegro | 0    | 1      | 0     | 1      |
| Totaal | Totaal               | 25   | 25     | 25    | 75     |